# Leptopholcus delicatulus
Leptopholcus delicatulus là một loài nhện trong họ Pholcidae. Loài này được phát hiện ở Cuba.